# Renascimento de Urbino

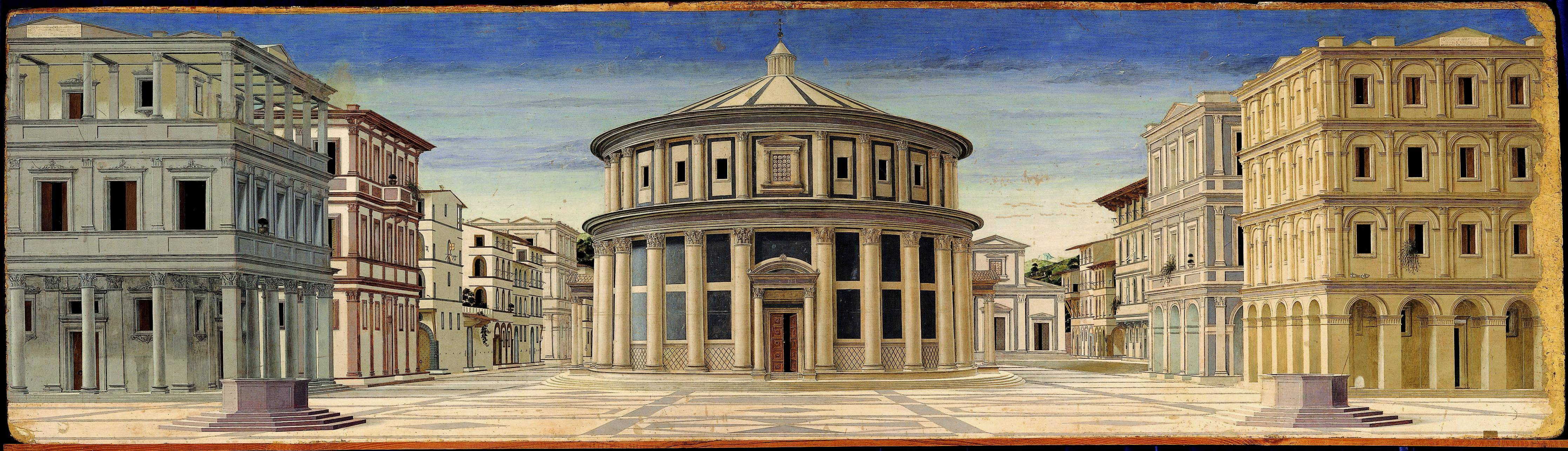
Florentino anónimo, Cidade Ideal de Urbino (cerca de 1480-1490), Galeria Nacional das Marcas, Urbino

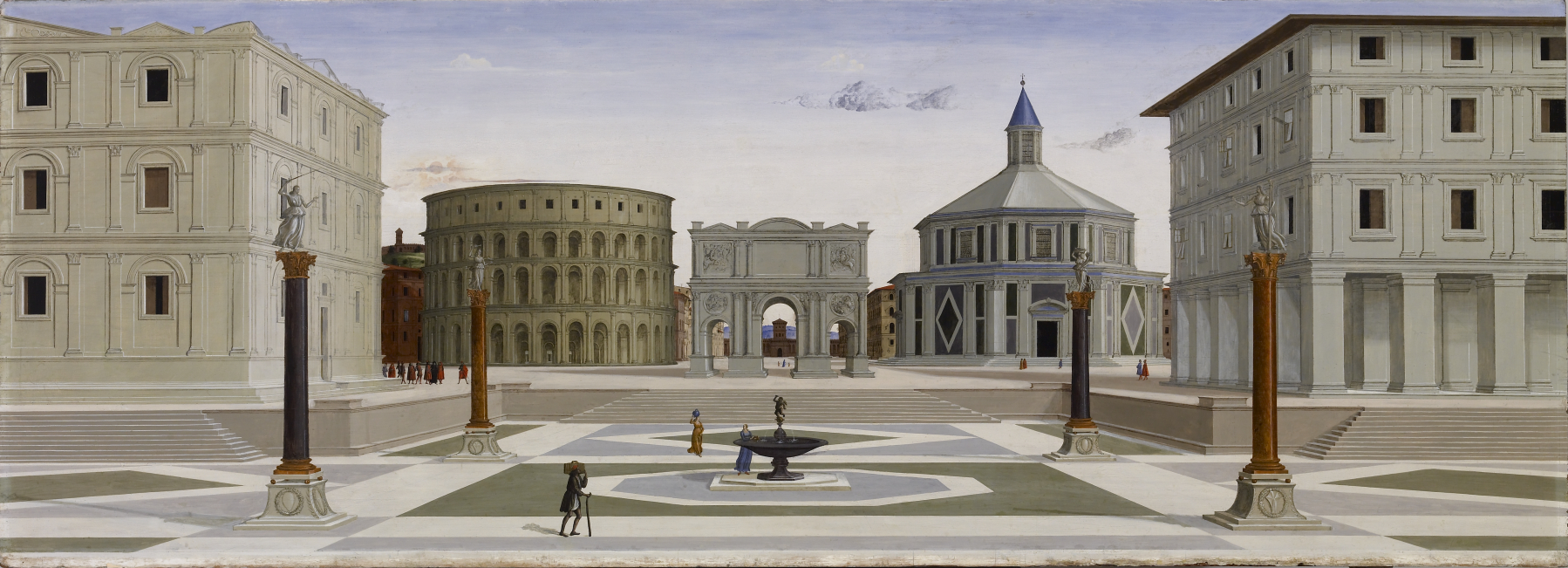
Florentino anónimo, Cidade Ideal de Baltimore (ca. 1470-1480), Museu de Arte Walters, Baltimore

O Renascimento em Urbino foi uma das vertentes fundamentais do primeiro Renascimento italiano.
Durante o reinado de Federico da Montefeltro, de 1444 a 1482, desenvolveu-se na corte um clima artístico fértil e vibrante, graças aos intercâmbios culturais com numerosos centros na península e também no estrangeiro, sobretudo flamengos. O movimento cultural em Urbino limitou-se à corte, em torno do seu príncipe altamente refinado, e embora tenha desenvolvido soluções altamente avançadas e vanguardistas, não gerou uma verdadeira escola local, também devido à utilização de artistas estrangeiros. Apesar disso, a língua urbina, em virtude da circulação de artistas, gozou de uma ampla difusão, o que a tornou numa das principais declinações do Renascimento italiano. Entre as características básicas do seu cultura humanística estava o tom inconfundível feito de medida e rigor, que teve protagonistas como Piero della Francesca, Luciano Laurana, Joos van Wassenhove, Pedro Berruguete, Francesco di Giorgio Martini, Fra Diamante.
Segundo o historiador francês André Chastel, o Renascimento de Urbino, denominado "matemático", foi uma das três componentes fundamentais do início do Renascimento, juntamente com o Renascimento Florentino, "filológico e filosófico", e o Renascimento Páduo, "epigráfico e arqueológico". Dos três, foi o "mais intimamente ligado às artes".
Com o aproximar do século XVI, a cidade, embora permanecesse uma ilha de cultura refinada, viu a sua vitalidade nas artes figurativas empobrecer. Apesar disso, um dos grandes génios do Renascimento tardio nasceu e deu os primeiros passos em Urbino: Raffaello Sanzio. Do ponto de vista cultural e literário, porém, Urbino permaneceu durante muito tempo um dos ambientes mais estimulantes de Itália, como testemunha Baldassarre Castiglione, que ambientou o seu "Cortesão" na corte de Guidobaldo e Elisabetta da Montefeltro.

## Contexto histórico e cultural

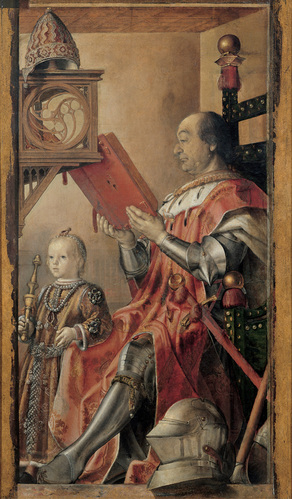
Pedro Berruguete, Retrato de Federico da Montefeltro com o seu filho Guidobaldo (c. 1475), Galleria nazionale delle Marche, Urbino

Federico da Montefeltro, um bem-sucedido condottiero, diplomata hábil e entusiasta patrono das artes e da literatura, foi responsável pela transformação do Ducado de Urbino de capital de um território economicamente deprimido num dos mais férteis e requintados centros artísticos da época.
Em 1444, Federico assumiu o poder após a morte do seu irmão Oddantonio numa conspiração.
Na altura, era um dos capitães da fortuna mais requisitados, mas também recebera uma rara educação humanística em Mântua, sob a tutela de Vittorino da Feltre. Do seu mestre, absorveu o interesse pela matemática, que marcaria grande parte dos seus interesses culturais e das suas encomendas artísticas, e, por extensão, pela arquitetura, considerada fundamentada na aritmética e na geometria. Daí surgiu a interpretação de André Chastel de Urbino como um cortesão do "Humanismo Matemático", que teve em Piero della Francesca o seu maior intérprete e a cuja influência se pode atribuir a obra de Bartolomeo della Gatta, o único em Urbino que parecia compreender Piero.
Federico enfrentou os problemas políticos urgentes e iniciou uma reorganização do Estado, que incluiu também a reestruturação da cidade segundo um modelo moderno, confortável, racional e belo. Todos os seus esforços, nos quase quarenta anos de governo, foram dirigidos para este objectivo que, graças aos seus extraordinários talentos aliados a uma fortuna considerável, esteve a um passo da plena realização. O ponto de referência neste ambicioso projeto cultural foi imediatamente Florença e as suas inovações ligadas ao humanismo e ao Renascimento. Com a cidade toscana, já em 1444, estabeleceu-se uma aliança e um clima de proteção mútua, o que facilitou o intercâmbio de artistas e personalidades.
Federico chamou à sua corte Leon Battista Alberti, Paolo Uccello, Luciano Laurana, Francesco di Giorgio Martini, que lhe escreveu o "Tratado de Arquitectura", e o matemático Luca Pacioli. Houve também um grande interesse pela pintura flamenga, a partir da década de 1570, tanto que o duque chamou artistas como Pedro Berruguete e Justo de Gante para trabalharem com ele, que desenvolveram um diálogo feliz entre a tradição figurativa "realista" nórdica e a tradição "sintética" italiana. Giovanni Santi, pai de Rafael, escreveu um relato poético dos principais artistas do período.
No palácio, houve discussões sobre a forma que a "cidade ideal" deveria ter, sobre a perspectiva, sobre o legado histórico e moral dos "homens ilustres".
A biblioteca do Duque, organizada pelo humanista Vespasiano da Bisticci, era famosa, rica em códices com valiosas páginas iluminadas.
Federico, através das descrições de Baldassare Castiglione em O Cortesão, introduziu as características do chamado "cavalheiro" na Europa, que se mantiveram em plena moda até ao século XX.

## Arquitetura, planeamento urbano, escultura
O primeiro empreendimento renascentista em Urbino foi o portal da igreja de San Domenico, criado em 1449 de forma semelhante a um arco triunfal romano por Maso di Bartolomeo, chamado à cidade pela intercessão de Fra Carnevale, um pintor de Urbino, talvez enviado pelo próprio Federico à oficina de Filippo Lippi, um dos três pintores florentinos mais famosos da época (juntamente com Beato Angelico e Domenico Veneziano). Maso era um arquiteto, escultor e ourives florentino, que já se tinha formado na oficina de Donatello e Michelozzo, com quem tinha trabalhado na Catedral do Prato.

### Palácio Ducal e a cidade
| “ | [Federico] construiu um palácio, na opinião de muitos, o mais belo que se pode encontrar em toda a Itália; e mobilou-o com todas as oportuna [sic] coisas tão bem, que não parecia um palácio, mas uma cidade em forma de palácio. | ” |

O projecto mais ambicioso de Federico da Montefeltro foi a construção do Palazzo Ducale e, simultaneamente, o planeamento urbano de Urbino, tornando-a a cidade "do príncipe".
Antes das intervenções de Federico, Urbino parecia uma cidade erguida sobre duas colinas adjacentes, com uma forma alongada e irregular, rodeada por um anel de muralhas. O eixo principal da estrada cortava a cidade ao longo da parte mais baixa entre as duas colinas, conduzindo de um lado em direção ao mar e do outro em direção aos passos dos Apeninos para Perúgia e Lácio. A residência ducal era um palácio simples na colina sul, ao qual foi acrescentado um castellare nas proximidades, à beira do penhasco em direção a Porta Valbona.